# António I do Congo
António I (São Salvador, c. 1617 - Ambuíla, 29 de outubro de 1665) foi o manicongo do Reino do Congo desde 23 de janeiro de 1660 até sua morte em 29 de outubro de 1665 na Batalha de Ambuíla contra os portugueses. Foi sobrinho de Dom Garcia II, um rei que não teve boas relações com os portugueses, gerando rivalidades entre ambos povos.

## Primeiros anos
António Unvita Ancanga nasceu aproximadamente em 1617, sendo filho de D. António, marquês de Quiva, irmão de D.Garcia II. D. António foi declarado herdeiro ao trono em meados da década de 1650, quando seu primo, o príncipe-herdeiro D. Afonso foi condenado à morte por conspirar contra o rei.

## Reinado
Após subir ao trono com a morte de seu tio em 1660, António declara desaprovação do reino a Portugal e suas reivindicações em terras congolesas. Tais reivindicações estavam relacionadas á um antigo tratado feito por D. Garcia II, na qual cedia o controle de terras e montanhas para a exploração de preta e jazidas de ouro. António, por sua vez, alegou que o Congo não devia nada a Portugal e que eles não tinham mais direitos sobre as terras. A alegação pôs em alerta o governador de Luanda, André Vidal de Negreiros e concedeu popularidade de António I, sendo considerado na época como "herói do Congo". 
Em 22 de dezembro de 1663, o rei de Portugal, D. Afonso VI dá ordens para André Vidal de Negreiros para invadir e anexar as terras reivindicadas do Reino do Congo a África Ocidental Portuguesa. O exercito ficou a cargo do general Luís Lopes de Siqueira, que reuniu cerca de 300 homens armados com fuzis, duas peças de artilharia e contou com apoio de mercenários jagas, inimigos tradicionais dos congoleses. 

### Batalha de Ambuíla
As tropas portuguesas de Luís Lopes de Siqueira se organizaram em um grupo de cerca de 350 mosqueteiros e duas peças de artilharias ligeiras. O rei D. António I, por sua vez, se encontrou com os portugueses acompanhado de uma multidão de pessoas. Algumas fontes afirmam que estas pessoas chegavam a um número de 100,000 homens, mas o mais viável é que tenham sido cerca de 20,000 pessoas. O exercito congolês contava com um regimento de 300 mosqueteiros, dos quais 29 eram portugueses mestiços comandados pelos luso-congolês Pedro Dias de Cabral. Luis Lopes de Siqueira pede esforços a Luanda e conseguiu uma centena de homens adicionais. Com esta adição, o exercito português contou com 450 mosqueteiros e de 6,000 a 7,000 homens nativos. 
O grande confronto ocorreu em 29 de outubro de 1665, onde uma vanguarda de mais de 10,000 homens comandados pelo duque de Umbamba chega à frente das forças portugueses apoiados pelos mosqueteiros e as peças de artilharia. O rei dá as ordens de avançar, fazendo os mercenários negros contratados pelos portugueses fugirem assustados. Mesmo assim, o corpo de exercito de D. António sofreu com a artilharia portuguesa, fazendo muitos soldados reais também desertarem. 
O rei logo toma o mando do exercito e sob sua liderança tenta avançar contra os portugueses, mas é rapidamente contido por uma bala que o atinge na cabeça. O rei cai de seu cavalo e é reconhecido por um soldado português, que rapidamente finca sua cabeça em uma lança e a exibe para os dois exércitos. Com o rei morto, os congoleses se sentem fragilizados em batalha e muitos fogem, sendo logo depois massacrados pelos portugueses e os mercenários jagas. 
Ao fim da batalha, o lado português contou com uma baixa de 12 brancos e 25 negros mortos e mais de 250 feridos. Do lado congolês, no entanto, estima-se que o número de mortos foi de mais de 5,000 pessoas, incluindo 98 membros da Casa de Quinzala e mais de 400 nobres. Entre os mortos estavam o padre Manuel Rodrigues, confessor do rei e Francisco de São Salvador, capelão mestiço. Um outro capelão, Manuel Martins, aliado do rei foi feito prisioneiro pelas forças portuguesas. Outros capturados também são D. Francisco, jovem filho de D. António e seu legítimo herdeiro. Muitos familiares e amigos próximos do rei foram capturados também, além da coroa de prata com pedras de ouro, utilizada na coroação dos reis do Congo. A coroa havia sido presenteada pelo papa Inocêncio X e foi exposta em Portugal como troféu de guerra. O grande plano ao final era conquistar todo o Reino do Congo, o fazendo parte dos domínios coloniais portugueses. Entretanto o governo de Luanda não tinha no momento a força bélica e financeira para isso.

## Crise Sucessória
Após a morte de António I, muitas facções de poder tomaram o poder em diferentes regiões e reivindicando o controle de todo o reino. Este vácuo de poder deu início a Guerra Civil do Reino do Congo, que durou mais de trinta e quatro anos, custando a vista de milhares de pessoas, entre nobres e outros cidadãos. 

A esposa e rainha de António, D. Hilária e sua família, incluindo seu filho, D. Francisco de Menezes Ancanga Macaia, se mudam para Luanda. Dona Hilária seria chamada de "Velha Rainha" e seu filho habitariam dentro da cultura e religião cristã, chegando a visitar a decadente cidade de São Salvador aos seus vinte anos, mas devido a sua formação branca e ocidentalizada, não recebeu apoio de nenhuma facção de poder na guerra civil. 